# Spearfish
Il Spearfish (formalmente noto come Naval Staff Target 7525) è il siluro pesante adoperato dai sottomarini della Royal Navy, e considerato uno dei siluri più avanzati al mondo.
Può essere guidato tramite cavi o tramite un sistema sonar autonomo attivo o passivo, e viene adoperato sia in contesti di anti-submarin warfare (ASW o lotta antisommergibile) che di lotta antinave. Lo sviluppo dello Spearfish iniziò negli anni '70, la produzione nel 1988 e il suo dispiegamento nel 1992. A partire dal 2004, ha completamente rimpiazzato il vecchio siluro Tigerfish.

## Progetto
Il siluro Spearfish è guidato da un idrogetto accoppiato a una turbina a gas Hamilton Sundstrand che utilizza il monopropellente Otto fuel II come carburante e il perclorato di idrossile ammonio come ossidante. L'aggiunta di un'ossidante migliora l'energia specifica del carburante riducendo la "ricchezza" dell'Otto fuel. Lo Spearfish, capace di viaggiare a una velocità ufficiale di 60-80 nodi e di viaggiare per una distanza di 14-30 miglia nautiche, venne progettato per raggiungere e colpire delle potenziali minacce sovietiche ad alte velocità e profondità, come ad esempio i sottomarini classe Alfa. Un microprocessore permette al siluro di prendere delle decisioni tattiche autonome nel corso dell'attacco. È dotato di una testata dalla potente esplosione, azionata o tramite detonazione da contatto (ad es. contro lo scafo di un sottomarino) oppure tramite una spoletta di prossimità acustica (ad es. per una detonazione sotto-chiglia delle imbarcazioni).